# Crypteronia
Crypteronia, rod drveća iz porodice Crypteroniaceae dio reda mirtolike. Sastoji se od 7 priznatih vrsta iz tropske Azije

## Vrste
1. Crypteronia borneensis J.T.Pereira & K.M.Wong
2. Crypteronia cumingii (Planch.) Endl.
3. Crypteronia elegans J.T.Pereira & K.M.Wong
4. Crypteronia glabriflora J.T.Pereira & K.M.Wong
5. Crypteronia griffithii C.B.Clarke
6. Crypteronia macrophylla Beus.-Osinga
7. Crypteronia paniculata Blume

## Sinonimi
- Henslowia Wall. in Pl. Asiat. Rar. 3: 13 (1832)
- Quilamum Blanco in Fl. Filip.: 851 (1837)